# Karel Van Opdenbosch
Karel Leopold Van Opdenbosch (Meerbeke, 6 oktober 1867 - Gent, 1 mei 1940) was een Belgisch politicus voor de Christene Volkspartij.

## Levensloop
Van Opdenbosch was een zoon van de smid Jan-Baptist Van Opdenbosch en van Anna-Maria Stevens. Na de lagere school in zijn geboortedorp, volgde hij middelbare studies in Ninove en Gent en werd hij onderwijzer. Van 1888 tot 1910 was hij onderwijzer in de gemeenteschool van Neigem en van 1910 tot 1919 was hij schoolhoofd in de gemeenteschool van Berchem. 
Vanaf 1898 publiceerde hij onder het pseudoniem Stijn Storms politieke en algemeen-culturele bijdragen in daensistische kranten. Ook werd hij in 1911 in Oudenaarde lid van het liberaal-Vlaamsgezinde onderwijsverbond Hoop in de Toekomst.
Hij leidde de resten van de daensisten in de jaren na de Eerste Wereldoorlog, nadat de beweging duidelijk over haar hoogtepunt heen was. Hij werd van 1919 tot 1921 hoofdredacteur van De Werkman en voerde in 1919 een kieslijst aan van daensisten en fronters in het arrondissement Aalst en werd lid van de Kamer van volksvertegenwoordigers. In 1921 werd hij niet herkozen, maar in 1925 werd hij opnieuw verkozen en vervulde het mandaat tot in 1936. Als parlementslid hield Van Opdenbosch zich bezig met landbouw, het statuut van staatsambtenaren, het bevorderen van het technisch onderwijs en de Vlaamse kwestie.
In 1921 werd hij ook gemeenteraadslid van Aalst, waar hij van 1921 tot 1925 schepen was. Na de dood van de katholieke burgemeester Eugeen Bosteels werd hij in 1925 waarnemend burgemeester. Nadat hij verantwoordelijk werd gesteld voor de vervanging op 11 juli 1925 van de Belgische vlag aan de pui van het stadhuis door een leeuwenvlag, werd hij uit zijn schepen- en burgemeesterambt ontzet door de provinciegouverneur. Hij bleef nog gemeenteraadslid in Aalst tot in 1926.
Van Opdenbosch was een tegenstander van de opslorping van de daensisten door het autoritaire VNV. Hij werd in 1933 uit de nieuwe partij gezet, maar bleef toch nog volksvertegenwoordiger tot in 1936. Hij stichtte samen met Hector Plancquaert de Vlaamsch-Nationale Demokratische Partij, maar de zwakke resultaten bij de wetgevende verkiezingen van 1936 waren weinig hoopgevend voor het bestendigen ervan. Het betekende het einde van de partij en van de politieke loopbaan van Van Opdenbosch.
Hij schreef tijdens het interbellum tientallen volkse romans, die meestal door de Brugse drukkerij-uitgeverij Excelsior van Achiel Geerardyn werden gedrukt.